# Braulio Castillo (actor)
Braulio Castillo Cintrón (Bayamón, 30 de marzo de 1933), fue un actor puertorriqueño de telenovelas en América Latina.

## Biografía
Antes de trabajar como actor, Castillo fue músico de la Orquesta Mandolina, en Puerto Rico. Se graduó en artes escénicas por la Universidad de Puerto Rico. 
Actuó en telenovelas en Puerto Rico durante la década del 50; trabajó en producciones de Telemundo Puerto Rico.
En 1968 protagonizó con Gladys Rodríguez la telenovela puertorriqueña "La mujer de aquella noche", más conocida en varios países como "Renzo el gitano", por el nombre de su personaje principal, interpretado por Braulio.
Castillo se trasladó luego a Perú, donde interpretó el papel principal en la telenovela "Simplemente María", con la actriz peruana Saby Kamalich.
Fue el primer presentador internacional del teatro de títeres para niños basado en el personaje de ficción italiana Topo Gigio.
Durante la década de los 60s se mudó a México, y actuó en películas mexicanas como "El Cielo y Tu" y "Renzo, el gitano", entre otras, trabajando en varias producciones de Televisa.
En 1970 mientras filmaba una escena de la película "El Cielo y Tu", Castillo se golpeó la cabeza con una piedra que le provocó una lesión cerebral y que luego se acentuó con otro golpe similar en una piscina, por lo que tuvo que ser intervenido quirúrgicamente y, aunque logró sobrevivir, debió retirarse de la industria del entretenimiento cuando estaba en su momento de mayor popularidad aunque luego haría, de vez en cuando, algunas apariciones en cine y televisión.
A raíz del accidente antes mencionado, Castillo se convirtió al cristianismo. Murió a la edad de 81 años por causas naturales en el Hogar de Ancianos Santa Teresa Jornet en Trujillo Alto, Puerto Rico.
Sus dos hijos, Braulio y Jorge Castillo, también son actores.

## Filmografía

### Cine
- Intolerancia (1959)
- Harbor Lights (1963) ... Manolo
- Juicio contra un ángel (1964)
- Los expatriados (1964)
- Bello amanecer (1964)
- Puerto Rico en carnaval (1965)
- Una mujer sin precio (1966)
- Caña brava (1966)
- Operación Tiburón (1967)
- Roseanna (1967) ... Edgar Castillo
- Amor, perdóname (1968)
- Correa Cotto, así me llaman (1970) ... Teniente de Policía
- Renzo el gitano (1970) ... Renzo
- El cielo y tú (1971) ... Padre Mauro
- Simplemente María (1972) ... Esteban Pasciarotti
- Mulato (1974)
- Ángel (2007) ... Ángel Lugo
- Sugar (2008) ... Frank
- María (2010) ... Salomón

### Televisión

#### Telenovelas
- Soraya (1956)
- Su último pecado (1957)
- El derecho de nacer (1959) ... Albertico Limonta
- Yo compro esa mujer (1960)
- La gata (1961)
- Solamente tú (1965)
- Juan del Diablo (1966) ... Juan del Diablo
- Recordar (1968)
- La mujer de aquella noche (1968) ... Renzo
- Simplemente María (1969) ... Esteban Pacciarotti
- Mujeres sin hombres (1970)
- La otra mujer (1980)

#### Películas para televisión
- Padre Astro (2001) ... Moncho
- Las infieles (2007)